# Дондушени
Дондушени је град и седиште Дондушенског рејона, у северном делу Молдавије.

## Назив
Према једном предању назив града потиче од презимена Дондош или Дондеш. С друге стране, међу житељима је распрострањена прича која говори да је у прошлости, земља која је у близини града (тада села), припадала жени по имену Донда.

## Становништво
На попису становништва из 1930. године, место је било познато под називом Dondoșani-Gară (буквалан превод: железничка станица Дондошани) и бројало је 953 становника. Према попису из 2014. године, у граду је живело 7.101 становника.
| Етнички састав     |             |             |
| Народ              | попис 1930. | попис 2004. |
| Молдавци (Румуни)  | 338         | 6,495       |
| Рутени (Украјинци) | 42          | 2,055       |
| Руси               | 280         | 1,146       |
| Јевреји            | 277         | 12          |
| Бугари             | 1           | 17          |
| Гагаузи            | -           | 12          |
| Пољаци             | 13          | 7           |
| Роми               | -           | 1           |
| Немци              | 1           | 56          |
| Срби               | 1           | 56          |
| остали             | -           | 56          |
| Укупно             | 953         | 9,801       |

| Матерњи језик |             |
| Језик         | попис 1930. |
| Румунски      | 340         |
| Јидиш         | 270         |
| Руски         | 196         |
| Украјински    | 138         |
| Пољски        | 7           |
| Немачки       | 1           |
| Српски        | 1           |
| Укупно        | 953         |

## Образовање
У граду се налазе три средње школе, у једној се настава одвија на румунском док се у преостале две настава одвија на руском језику.

## Медији
- Глас Бесарабије - 104,4 MHz

## Знамените личности
- Симјон Галецки, политичар